# Cunningham Peak
Cunningham Peak är en bergstopp i Antarktis. Den ligger i Västantarktis. Chile gör anspråk på området. Toppen på Cunningham Peak är 2 170 meter över havet.
Terrängen runt Cunningham Peak är kuperad österut, men västerut är den platt. Trakten är obefolkad. Det finns inga samhällen i närheten. 